# Aaron Peirsol
Aaron Wells Peirsol (Irvine, Estats Units 1983) és un nedador estatunidenc, un dels més destacats de la dècada del 2000, especialment en la modalitat d'esquena.

## Biografia
Va néixer el 23 de juliol de 1983 a la ciutat d'Irvine, població situada a l'estat de Califòrnia.
És germà de la també nedadora Hayley Peirsol.

## Carrera esportiva
Va participar, als 17 anys, en els Jocs Olímpics d'Estiu de 2000 realitzats a Sydney (Austràlia), on donà la sorpresa en aconseguir guanyar la medalla de plata en la prova dels 200 metres esquena. En els Jocs Olímpics d'Estiu de 2004 realitzats a Atenes (Grècia) aconseguí guanyar tres medalles d'or en les proves dels 100 i 200 metres esquena així com en els relleus 4x100 metre estils. En els Jocs Olímpics d'Estiu de 2008 realitzats a Pequín (RP Xina) aconseguí revalidar els seus títols de 100 metres esquena i relleus 4x100 metres estils (establint un nou rècord del món en ambdues proves), si bé únicament pogué finalitzar segon en la prova dels 200 metres esquena.
Al llarg de la seva carrera ha guanyat 12 medalles en el Campionat del Món de natació, entre elles deu medalles d'or; 8 medalles en el Campionat del Món de natació en piscina curta, sis d'elles d'or; una medalla en els Jocs Panamericans i 8 medalles en els Campionats Pan Pacific.
L'any 2005 fou nomenat millor nedador nord-americà de l'any per part de la revista Swimming World Magazine.